# Schwarzstirn-Saphirkolibri
Der Schwarzstirn-Saphirkolibri (Basilinna xantusii, Syn.: Hylocharis xantusii, Amazilia Xantusii) oder Schwarzstirnsaphir ist eine Vogelart aus der Familie der Kolibris (Trochilidae). Sein Verbreitungsgebiet umfasst Gebiete im südlichen Teil Niederkalifornien. Der Bestand wird von der IUCN als nicht gefährdet (Least Concern) eingeschätzt.

## Merkmale
Der Schwarzstirn-Saphirkolibri erreicht eine Körperlänge von etwa 8 bis 9 cm, bei einem Gewicht von 3,2 bis 4 g. Der mittelgroße gerade Schnabel des Männchens ist rot mit schwarzer Spitze. Der Kopf ist blauschwarz mit einem weißen Hinteraugenstrich über den schwarzen Wangen. Die Kehle glitzert grün, während Brust und Bauch zimtfarben rötlich braun sind. Der Nacken und der Rücken sind grün, die Flügel dunkel violett. Der quadratische Schwanz ist leicht violett mit kastanienfarbener Tönung, wobei die zentralen Steuerfedern grün gesäumt sind. Weibchen wirken farblich etwas matter als die Männchen, haben einen schwarzen Oberschnabel und etwas rot an der Basis des Unterschnabels. Der Oberkopf ist statt schwarz matt grün. Die Unterseite inklusive der Kehle ist gelbbräunlich, der braune Augenstrich wird von einem weißen Strich darüber begrenzt. Der Schwanz ist überwiegend rotbraun, doch sind die zentralen Steuerfedern grün und die äußeren weisen dunkle subterminale Markierungen und hellere Flecken auf. Das Gefieder der Weibchen glänzt im Sommer und Herbst am meisten und wirkt im Frühling am mattesten. Jungvögel ähneln im Aussehen den Weibchen, haben aber etwas Grün an der Kehle.

## Verhalten und Ernährung
Die Tiere leben gerne in Kiefern- und Eichenwäldern. Im Winter bekommen sie ihren Nektar vor allem von den Blüten der zu den Erdbeerbäumen gehörenden Art Arbutus peninsularis. Andere Nektarquellen sind die zur Gattung Castilleja gehörende Art Castilleja bryantii, die zu den Lippenblütlern gehörende Art Lepechinia hastata, die zu den Spargelgewächsen gehörenden Arten Lepechinia hastata und Behria tenuiflora, die zu den Lobelien gehörende Art Lobelia laxiflora, die zu Calliandra gehörende Art Calliandra peninsularis sowie die Wunderblume (Mirabilis jalapa). In den Vorgebirgswäldern besuchen sie gerne die zu Fouquieria gehörende Art Fouquieria diguetii, da diese mehrere Monate blüht. Insekten sammeln sie von Kiefern und Eichen.

## Lautäußerungen
Der Gesang besteht aus einem variierenden, lebhaften, kratzigen bis knackenden, gelegentlich sogar piepsigen trällernden Gezwitscher. Außerdem geben die Vögel ein trockenes, schnatterndes Rasseln von sich, das an die Laute des Blaukehl-Breitschnabelkolibris (Cynanthus latirostris) erinnert, aber etwas schneller und heller klingt. Auch hohe, metallisch klingende tschi-ti-, ti-tink- oder tschi-tiik-Töne, die sie 2 bis 3 Mal von sich geben, gehören zu ihrem Repertoire. Ebenso geben sie ähnliche Laute wie der Purpurstirn-Saphirkolibri (Basilinna leucotis) von sich, die sich wie einzelne tiik-Töne oder schnelles Geschnatter mit si ti-ti-ti-ti-ti- oder tschi-ti ti-ti ti-ti-Lauten anhören. Während sie andere Vögel angreifen, geben sie ein höheres scharfes siik von sich.

## Verbreitung und Lebensraum

Verbreitungsgebiet des Schwarzstirn-Saphirkolibris

In den Vorgebirgsregionen kommen sie in verschiedenen Lebensräumen u. a. in Kiefern- und Eichenwäldern mit Quercus devia und Mexikanischer Nusskiefer in Höhenlagen zwischen 1800 und 2200 Meter in der Sierra de La Laguna vor. In der Sierra de La Laguna sind sie auch in immergrünen Vorgebirgswäldern mit dornigem Gestrüpp, abgegrastem Gebüschverbänden, Bäumen und Säulenkakteen präsent. Sie lieben Wasser, Ströme und Canyons. Deshalb sind sie meist in den tieferen Höhenlagen mit Wüste, in der die Veilchenkopfelfe (Calypte costae) vorkommt, nicht anzutreffen. Selbst bei kältestem Wetter trifft man sie an den höchsten Bergen der Vorgebirge. Des Weiteren kann sie auch in Obstgärten und in künstlich bewässertem Gestrüpp beobachtet werden. Gelegentlich taucht sie auch an der Küste bei San José del Cabo oder Todos Santos, nicht aber in der Dornstrauchsavanne bei La Paz, auf. Auf der Isla Cerralvo ist sie nur in höheren Gefilden anzutreffen.

## Fortpflanzung
In der Sierra de la Giganta brüten die Schwarzstirn-Saphirkolibris von Februar bis mindestens April. Ihre Nester bauen sie relativ niedrig über dem Boden in verschiedenen Baumarten wie Pappeln, Weiden, Avocado- oder Zitronenbäumen. In der Sierra de La Laguna bauen sie von Juli bis September Nester, die sie meist in kleineren Kiefern anlegen. Das Nest ist relativ groß und besteht aus feinen Pflanzenabwürfen, trockenen Blütenköpfen, Pflanzenfasern, Baumrindenstücken und Flechten, die mit Spinnweben verbunden werden. In Kalifornien fand man auf einem Avocadobaum und Prunus ilicifolia subsp. lyonii jeweils ein Nest. Das Gelege besteht aus zwei Eiern. Die Brutzeit beträgt 15 bis 16 Tage, wobei nur das Weibchen brütet. Mit etwa 20 bis 22 Tagen werden die Nestlinge flügge.

## Migration
Sie gelten als Standvögel, auch wenn es einige Berichte über Wanderbewegungen Richtung Norden in den Süden Kaliforniens gab.

## Systematik
Der Schwarzstirn-Saphirkolibri wird als monotypisch betrachtet. Lange wurde die Art in der Gattung Hylocharis Boie, 1831 zugeordnet. Neuere phylogenetische Untersuchungen ergaben, dass die Art zusammen mit dem Purpurstirn-Saphirkolibri (Basilinna leucotis (Vieillot, 1818)) in der Gattung Basilinna Boie, 1831 einzuordnen ist.

## Etymologie und Forschungsgeschichte
Ursprünglich beschrieb George Newbold Lawrence den Schwarzstirn-Saphirkolibri unter dem Namen Amazilia Xantusii. Das Typusexemplar wurde dem Smithsonian Institution von János Xántus (1825–1894) zugesandt und stammte aus Cabo San Lucas. Im Jahr 1831 führte Friedrich Boie den neuen Gattungsnamen Basilinna und Hylocharis ein. »Basilinna βασιλλινα« ist das griechische Wort für »Königin«. Der Artname ist seinem Sammler gewidmet.
Hylocharis setzt sich aus den griechischen Worten »hylē ὑλη« für »Wald« und »charis, charitos χαρις, χαριτος« für »Anmut, Grazie, Schönheit« zusammen.